# Kei Oshiro
Kei Oshiro (大城 蛍 Oshiro Kei?), född 16 september 2000 i Okinawa prefektur, är en japansk fotbollsspelare.
Oshiro började sin karriär 2019 i Urawa Reds. 2020 flyttade han till Gainare Tottori. 2021 flyttade han till YSCC Yokohama.